# Huntress

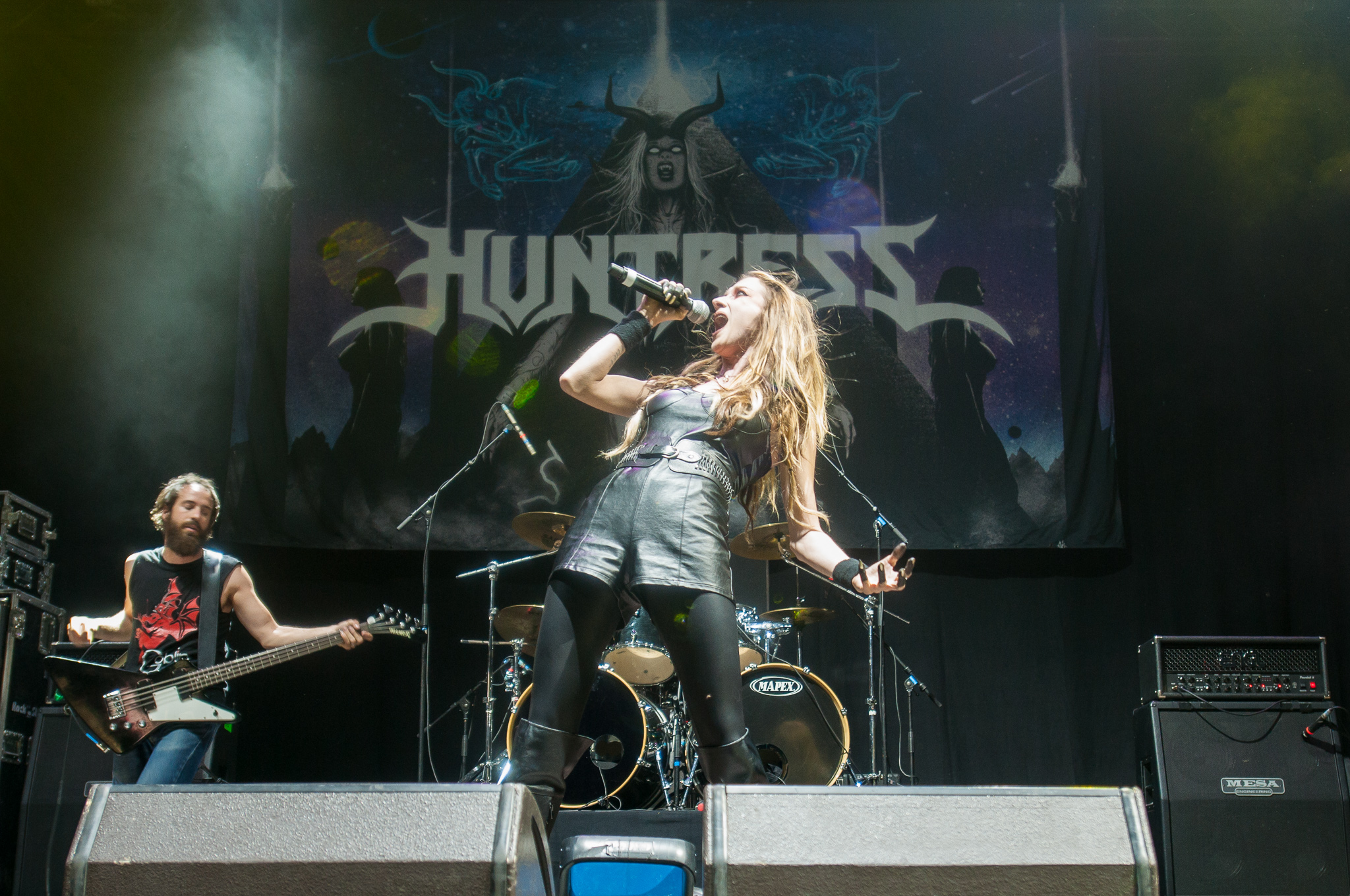
Huntress 2014

Huntress var ett amerikanskt heavy metal-band. 
Bandet grundades i undergroundmusikscenen i Highland Park, Kalifornien i samband med att sångaren Jill Janus flyttade till Los Angeles 2009. De signades av Napalm Records i november 2011. Debut-EP:n Off with Her Head släpptes 2010. Den 27 december 2011 släppte de sin första singel, Eight of Swords, för att marknadsföra debutalbumet Spell Eater.
Huntress spelar klassisk heavy metal med influenser av thrash och dark metal. Bandets huvudsångare Jill Janus var klassiskt tränad och hade ett röstomfång på fyra oktaver.

## Diskografi
Studioalbum
- Static, 2015
- Starbound Beast, 2013
- Spell Eater, 2012

EP
- Eight of Swords, 2011
- Off With Her Head, 2010

## ERxterna länkar
- Wikimedia Commons har media som rör Huntress.